# Тудабойон
Тудабойо́н (тадж. Тӯдабоён) — село у складі Хатлонської області Таджикистану. Входить до складу Чубецького джамоату району імені Мір Саїда Алії Хамадоні.
Назва означає купа багачів.
Населення — 1103 особи (2010; 1085 в 2009).